# Strug elektryczny
Strug elektryczny – elektronarzędzie, rodzaj małej heblarki służącej do obróbki skrawaniem drewna (wyrównywania dużych płaskich powierzchni).
Strug elektryczny wyposażony jest w jeden lub dwa noże osadzone w wirującym walcu. Walec jest napędzany za pomocą silnika elektrycznego o mocy 500-1000 W. Grubość skrawania może być regulowana.